# Johannes le Francq van Berkhey

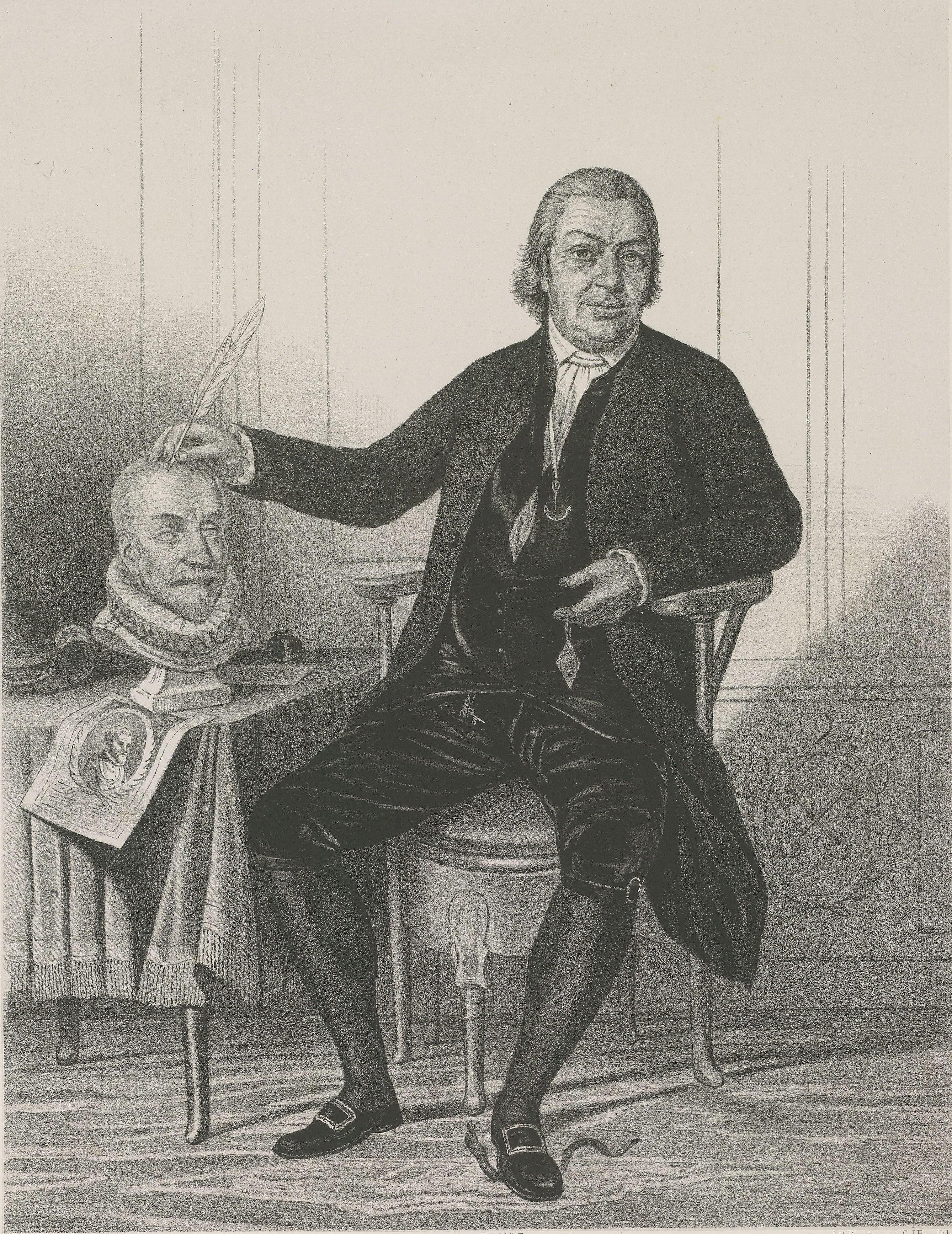
Johannes le Francq van Berkhey ten voeten uit zittend naast een tafel, waarop een borstbeeld van Willem van Oranje. Met de voet vertrapt hij een adder (de Patriottische Partij). (Prent naar een pastel van Rienk Jelgerhuis uit 1785.)

Johannes le Francq van Berkhey, ook: Joannes le Franc van Berkhey (Leiden, 23 januari 1729 - aldaar, 13 maart 1812), was een Nederlandse natuuronderzoeker, arts, dichter en schilder.

## Jeugd en opleiding
Johannes le Francq van Berkhey was de zoon van Evert le Francq en Maria Berkhey. Als kind verloor Johannes zijn vader. Hij groeide op bij grootvader Jan Berkhey en voegde later de naam Berkhey aan zijn achternaam toe, o.a. vanwege een legaat van zijn moeder. De lagere school bezocht hij in Katwijk. Daarna ging hij in de kunsthandel van zijn vader werken, wat zijn interesse in kunst en biologie opwekte.
In 1747 schreef hij zich in aan de Leidse universiteit, oorspronkelijk voor een studie klassieke talen. In 1761 promoveerde hij op een medisch proefschrift, Expositio de structura florum qui dicuntur compositi.

## Werk
Hij vestigde zich eerst als arts in Amsterdam en drie jaar later, in 1764, op het landgoed Leevliet te Warmond. Daar begon hij zijn hoofdwerk Natuurlyke Historie van Holland, waarvan in 1769 het eerste deel verscheen. Het zesdelige werk werd een succes en werd vertaald in het Duits en Frans. In 1773 werd Le Francq van Berkhey lector in de natuurlijke historie aan de Universiteit Leiden. Hij verzamelde duizenden tekeningen en schetsen van natuurkundige voorwerpen. Hij was ook als dichter zeer actief. Dat hij een vurig aanhanger van Oranje was, liet hij in woord, geschrift en beeld (een vlot in het Rapenburg) weten. Het bracht hem in diverse conflicten, leidde tot de gedwongen verkoop van zijn natuurkundige verzameling en in 1795 zelfs tot zijn ontslag bij de Leidse universiteit.
Koper van de collectie Berkhey was in 1785 het Koninklijk Kabinet van Natuurlijke Historie van Spanje. De collectie kwam terecht in de Real Jardín Botánico, de Spaanse Koninklijke Bibliotheek en het Museo Nacional de Ciencias Naturales. Delen uit de nalatenschap van Le Francq van Berkhey zijn behalve in Spanje ook in Leiden (Erfgoed Leiden en Omstreken en Universiteitsbibliotheek Leiden) en in Den Haag (Koninklijke Bibliotheek) te vinden. Begin 2012 was een deel van de enorme collectie te zien in museum Naturalis in Leiden. In september 2012 kon het Limburgs Museum in Venlo een bijzondere tentoonstelling uit de collectie laten zien, parallel aan de Floriade in Venlo. De Spaanse curator María Pilar de San Pío Aladrén noemt Le Francq van Berkhey een "visionair" en "een van de eersten die een relatie legde tussen kunst en wetenschap". Het schrijversmotto van Le Francq van Berkhey was "vrank en vry". Dat was ook de titel van de dissertatie die Robert Arpots in 1990 over hem schreef.

## Laatste jaren
In 1807 verloor Le Francq van Berkhey bij de Leidse buskruitramp zijn huis en bijna zijn leven. Hij woonde tijdelijk in Huis ten Bosch in Den Haag, waar een daklozenopvang was ingericht, en stierf uiteindelijk in het huis van zijn dochter in Leiden. Le Francq van Berkhey werd begraven in de Hooglandse Kerk.

## Eerbewijzen. Plantengeslacht en planetoïde
Het geslacht Berkheya van de plantenfamilie Asterales is genoemd naar Johannes le Francq van Berkhey.
In 2010 werd planetoïde 27567 aan Le Francq van Berkhey opgedragen.

## Publicaties
- 't Bataafsche Athene in drie herderskouten. Leiden, 1760
- Verhandeling over de beste middelen om onze landen, zoo hooge als lage, elk naar zijn aard, ten meeste voordeele aan te leggen. 1763
- Claudius Civilis, trsp. Amsterdam 1764
- Het Rijnlandsche wedspel. Leiden 1766
- De Amsterdamsche schouwburg verheerlijkt door het treurspel Leo de Groote, opgesteld door Mej. de Lannoy. 1767
- Het huwelijk van Telemachus en Antiope in Ithaka. Amsterdam 1768
- Hekeldicht aan den Heere J. Nomsz. 1769
- Het orakel in den tempel der Nederduitsche dichteren. Leiden 1769
- Zotklap voor de naamlooze cabale van lasteraars van J. le Fr. v.B. of de zoogenaamde Verdedigers des Heeren Nomsz, wegens Zoroaster en tegen het hekeldicht van Alcibiades. 1769
- Natuurlyke Historie van Holland. 1769-1778 (4 delen). Franse vertaling: Histoire géographique, physique, naturelle et civile de la Holland, Bouillon, 1781 , Duitse vertaling: Naturgeschichte von Holland, Leipzig, 1779-1782
- Leidens burgertranen op de grafzerken der Edele Groot Achtbare Heeren Mr. Johan v.d. Mark, enz. Leiden 1771
- Het verheerlijkt Leiden bij het tweede eeuwgetijde van deszelfs heuglijk ontzet. Leiden 1774
- Dankbetuiging aan den dichter J. de Kruiff voor zijn beschouwingen en verbeteringen in het Verheerlijkt Leiden. Leiden 1775
- Verzen en gedichten voor het Gen.: ‘Veniam pro Laude’; Leiden verrukt op het tweede eeuwgetijde der Hoogeschool, zinnespel. Leiden 1775
- Ernstige berisping en aanmerkingen op de Berigten en Prijsvragen over het storten van olie, traan en teer, voorgesteld door F.v. Lelyveld. Amsterdam 1775
- Gedichten. Amsterdam 1776-79, 2. Bde.
- Vriendentranen bij het sterfbedde van J.C. Schütz. Leiden 1778
- Beschrijving van een aanmerkelijke snaphaan, met het wapen en de spreuk des Heeren van der Does Noortwyk, 1573, enz. benevens twee stukken geschut gevonden in de verlatene legerschanzen der Spanjaarden. Leiden 1778
- Nieuwe uitgave der kaart van Joost Jansz. 1778. Amsterdam 1778
- De Poëtische snapper. 1778
- Verhandeling over het Nationale turfgebruik in Holland of onderzoek in hoeverre het nuttig is. Amsterdam 1779
- Zinspelende gedichtjes op de geestige prentjes, geëtst door P. de Mare. Leiden 1779, Amsterdam 1806
- Gouden Jvbelzang. Leiden 1779
- Natuurlyke historie voor kinderen ingericht naar de uitgave van G.C. Raaff, verb. en verm. en in samenspraken overgebracht. Leiden 1780,
- Procve eener aanleiding tot de Nederduitsche taalkunde door J.C. Schütz uit deszelfs handschrift medegedeeld door J. le Fr. v.B. overgedr. uit: Brender à Brandis': Taal, Dicht- en Letterkundig kabinet. Amsterdam 1781
- Vaderlijk afscheid aan zijn zoon, gereed op 's lands vloot te dienen. Amsterdam 1781
- De Oranje boomen door Vrank en Vry, met vervolgen. 1782
- Eerbare proefkusjes van Vaderlandsche Naif en de Arkadische vrijery van Dichtlief en Gloorroos. Amsterdam 1782
- De Zeetriumph der Bataafsche vrijheid op de Doggersbank. Amsterdam 1782, 2 Bde.
- Vaderlandsche bijzonderheden. Amsterdam 1785-87, 3. Bde.
- Cronyk der stad Leiden. 1783
- Aan mijne medeburgeren. Leiden 1783
- Beredeneerde aanmerking over den tegenwoordigen toestand van land en lugtgesteldheid in zijn vaderland. Leiden 1783
- De Leidsche Stedemaagd en haren getrouwen burger. Leiden 1786
- De toren van de Leidsche Saai- of Festijn halle andermaal sprekende ingevoerd. Leiden 1807
- De politieke koemarkt. Leiden 1807
- Verzameling der Leidsche Keuren Hekeldichten van een echten vrank en vryen ouwerwetschen Patriot, met een beknopte sleutel, van 1783 tot 1788. Leiden 1789
- Dichtmatige redevoering over de plichten der Weezen, met geschiedkundige aanmerkingen. Leiden 1789
- De koopzaal van het Oude-Zijds heeren Logement te Amsterdam in dichtmaat (A'dam 1890); Het feestvierend Leiden. Leiden 1793
- Vergelijkende aanmerkingen der waarnemingen door kundige onderzoeklievende mannen in de voorige veesterften geboekstaafd, tegen die welke in het Rapport wegens den staat der veeziekten zijn waargenomen in Dec. 1796 door S.J. Brugmans, beoordeeld. 1797
- Jock en ernstige akademische vertellingen mijner jeugd. Leiden 1798
- De Bataafsche menschelijkheid of de gevolgen der Tweedracht, betoogd uit de rampen v.h. vaderland. Leiden 1801
- Natuurkundige vergelijkingen ter betooge over de koepokken. Leiden 1801
- De menschelijkheid van den Leidschen kuiper. Leiden 1803
- De Haagsche Parade of de promotie door politiek vaderl. Vernuft. Leiden 1803
- Vrijmoedige en welmeenende voorstellingen om te kunnen dienen ter overweging van een ontwerp ter stichting van eene veeartsenijkundige school in ons gemeene best. Haarlem 1804
- Ernstige en boertige vertellingen mijner jeugd. Leiden 1804
- De Leidsche spinster. Leiden 1804
- Bloemhert, hofzang voor de vaderl. Flora. Haarlem, 1804
- Natuurkundige historie van het rundvee in Holland. Leiden 1805-1811, 6. Bde.
- Lijkgedachtenis van zijne doorluchtige Hoogheid Prins Willem V. Amsterdam 1806
- Oud-Hollandsche Vriendschap gevolgd van Utrechts Eeuwschets. Leiden 1807
- Gedenksteen der dankbaarheid voor het herbouwd huis, naast de verwoeste puin van Leiden op de Koepoortsgracht. Den Haag 1808
- Nagelaten gedichten. Haarlem 1813
- Op de roekelooze proefnemingen met de lugtbollen 1783
- Leydsch Oranje burgers tafellied 1787
- Het rampspoedig nootlot, van den ontijdig gebleven... 1782
- Aan den weled. achtbaaren heere Barthoud Adriaan van Assendelft... 1781